# Lemniscia michaudi
Lemniscia michaudi is een slakkensoort uit de familie van de Hygromiidae. De wetenschappelijke naam van de soort is voor het eerst geldig gepubliceerd in 1831 door Deshayes.